# Incidente ferroviario di Saint-Michel-de-Maurienne
L'incidente ferroviario di Saint-Michel-de-Maurienne fu un deragliamento che avvenne sulla ferrovia Culoz-Modane sulle Alpi francesi il 12 dicembre 1917, quando un treno militare stracarico di soldati francesi in licenza che rientravano dal fronte italiano della prima guerra mondiale si schiantò fra Modane e Saint-Michel-de-Maurienne nel dipartimento della Savoia.
A causa della carenza di locomotive, il dirigente locale del traffico ferroviario decise di accoppiare due convogli di 19 carrozze complessive in un unico treno, nonostante solo le prime tre carrozze disponessero di freni ad aria compressa, mentre le restanti vetture fossero invece munite di freni a mano o ne fossero completamente prive, lasciando il treno sovraccarico di quattro volte oltre il limite di sicurezza. Dopo aver lasciato la stazione di Modane, il treno militare divenne presto incontrollabile lungo la ripida discesa della val Moriana, deragliando e andando a schiantarsi in curva contro un terrapieno, e infine incendiandosi.
Con un bilancio di 435 vittime (secondo altre fonti i morti furono circa 700) è il più grave incidente ferroviario avvenuto in Francia.

## Contesto

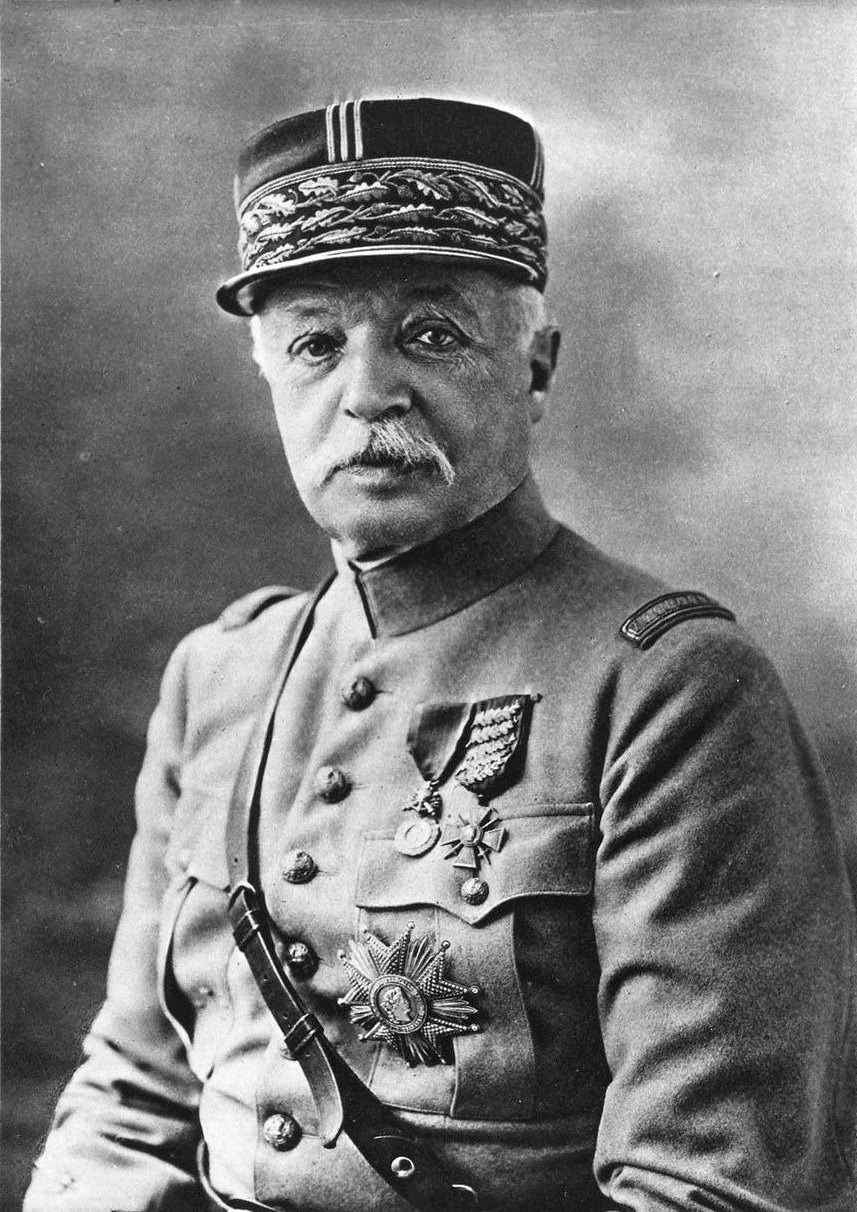
Il generale Fayolle, comandante delle truppe francesi in Italia nel novembre 1917

Dopo la disfatta dell'esercito italiano nella battaglia di Caporetto del 24 ottobre 1917, una spedizione franco-britannica di 120.000 uomini fu inviata nell'Italia nord-orientale per rafforzare il fronte italiano della Grande guerra. Un mese dopo, stabilizzata la situazione, il generale Marie Émile Fayolle, comandante delle truppe francesi in Italia, concesse licenza ai soldati francesi che avevano già combattuto sul fronte orientale della Francia. Il trasporto dei licenziatari fu organizzato dalla Direzione dei trasporti militari per le forze armate (DTMA), che si avvalse dei servizi e delle attrezzature delle compagnie ferroviarie francesi e italiane.
Alla fine di novembre 1917, il DTMA elaborò un piano di trasporto ferroviario per portare i soldati autorizzati da Vicenza alle stazioni di Lione e Chagny a Saône-et-Loire. Il piano prevedeva la predisposizione di un treno giornaliero per il trasporto di 600 soldati in Francia, per un periodo iniziale di sei giorni. Il primo di questi treni partì dall'Italia il 30 novembre alle 18.00, transitando a Modane il giorno dopo alle 16.00 per proseguire il suo viaggio in Francia. Questa programmazione fu ripetuta per altri sei giorni, con il raddoppio del numero di soldati trasportati per i treni in partenza dall'Italia l'11 e 12 dicembre. Inoltre, la stazione di partenza fu spostata a Bassano del Grappa.
Il treno partito da Bassano del Grappa l'11 dicembre 1917 trasportava 1.200 soldati francesi su 17 vetture. Arrivato a Torino a metà pomeriggio del 12 dicembre 1917, si diresse verso la galleria del Moncenisio attraverso la val di Susa. Visto il suo grande carico (530 tonnellate) dovuto alla lunghezza e alla composizione, il treno fu diviso in due convogli dalla stazione di Bardonecchia, perché non avrebbe potuto risalire il pendio che conduce al tunnel. I due treni separati raggiunsero così durante la notte la stazione di Modane, dove vennero riassemblati per formare il treno PLM ML 3874. Alle 22:47 il treno militare partì da Modane alla volta di Chambéry, ma dopo 14 km deragliò in località La Saussaz nella valle di Modane, prima di giungere a Saint-Michel-de-Maurienne.

## Composizione del treno

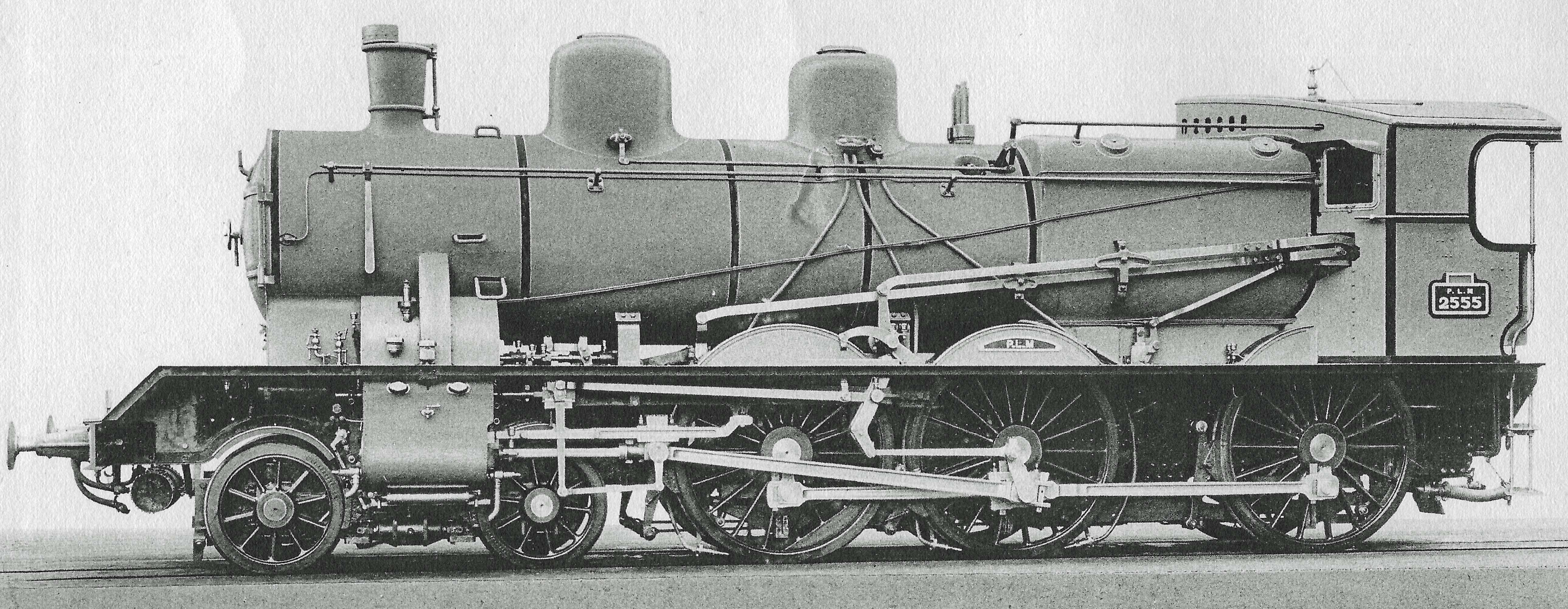
Locomotiva PLM 2555, identica alla PLM 2592 del treno deragliato

Alla partenza dalla stazione di Bassano del Grappa, il treno militare francese era composto da diciassette vetture. All'arrivo alla stazione di frontiera di Bardonecchia, fu diviso in due treni per raggiungere il tunnel del Moncenisio. :
- tredici carrozze e un vagone aggiuntivo furono assemblati per formare il treno 7020;
- le altre quattro carrozze, un furgone e trentuno vagoni vuoti furono assemblati per formare il treno MM.

I due treni italiani arrivarono a Modane la sera del 12 dicembre 1917. Il treno 7020 rimase in attesa sul binario 25 della stazione, mentre il treno MM sul binario 2. La locomotiva PLM 2592, in attesa sul binario 24 da metà pomeriggio, era stata incaricata di rimontare le vetture per comporre il treno ML 3874 destinato a Chambéry. Tuttavia, la manovra di ricostituzione del treno fu ritardata dal passaggio e dalla fermata di due treni passeggeri, compreso il treno espresso n. 12604 diretto a Parigi. La maggior parte degli ufficiali in licenza approfittano della presenza di questo treno civile per lasciare il treno militare e continuare il proprio viaggio separatamente dagli altri soldati..
Il treno ML 3874 era composto da: locomotiva 2592 e tender, un vagone di testa, diciassette carrozze e una vettura di coda. Quindici carrozze avevano i carrelli, le altre due carrozze e i due vagoni avevano gli assi. Tutte le vetture erano in legno, di fabbricazione italiana, e appartenevano alla società Ferrovie dello Stato (FS), anche il vagone di testa apparteneva alle FS, mentre il vagone di coda alla Compagnie des chemins de fer du Nord. La lunghezza del treno era di 350 metri, con un peso a vuoto di 526 tonnellate.
Tutte le vetture erano dotate di un sistema di frenatura automatica continua e di un sistema manuale. Tuttavia, quando il treno partì, l'impianto frenante automatico rimase attivato solo sul vagone di testa e sulle prime tre vetture, mentre rimase disattivato sulle altre vetture. Su questi veicoli erano poi distribuite sette protezioni dei freni per assicurare la frenata manuale. Questa diversa modalità di frenata era quella generalmente utilizzata all'epoca dalla PLM per i treni merci a cui erano stati assimilati i treni militari.

## La linea tra Modane e Saint-Michel-de-Maurienne

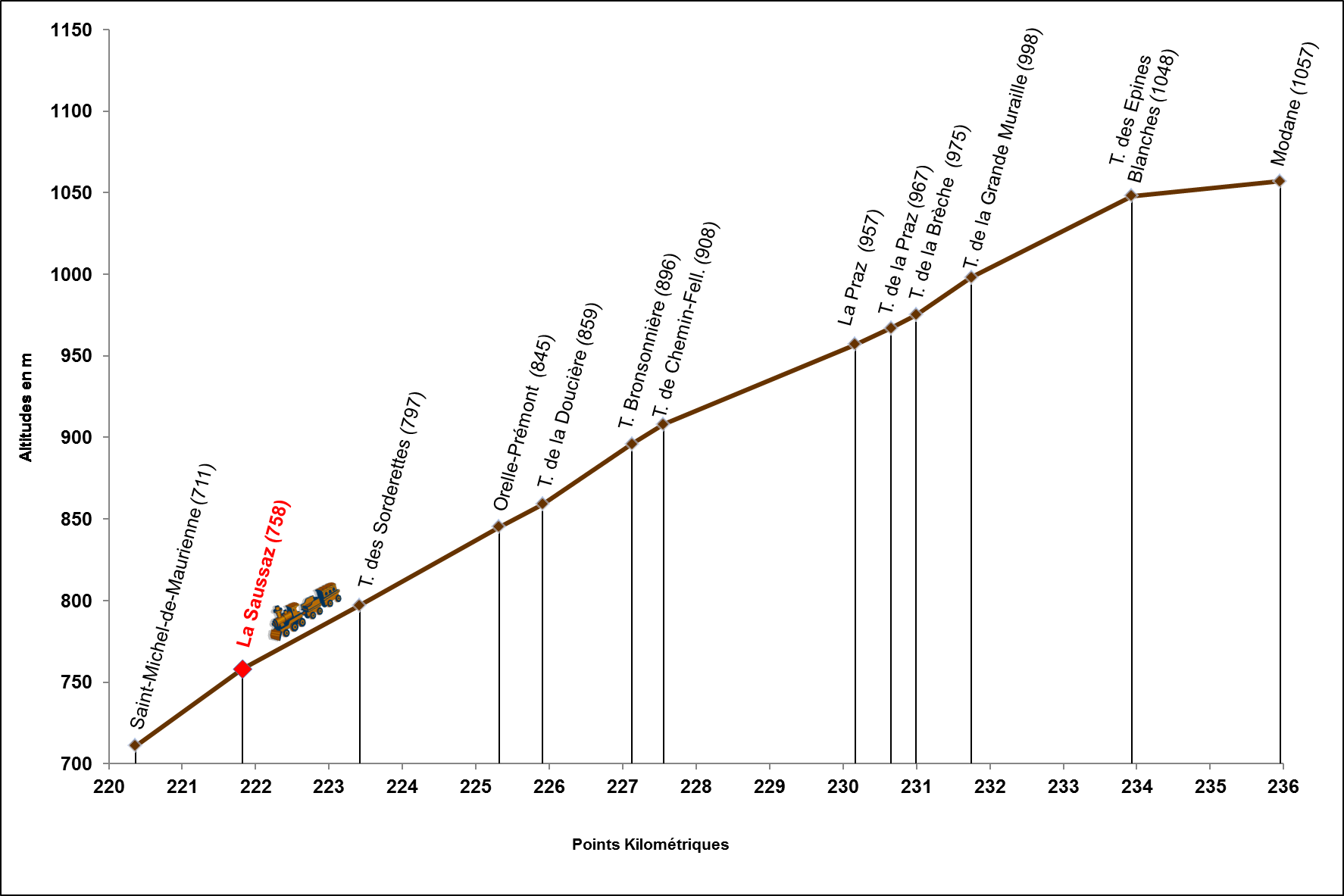
Profilo altimetrico della ferrovia fra Saint-Michel-de-Maurienne e Modane.

Tra le stazioni di Modane e Saint-Michel-de-Maurienne, il dislivello medio della linea è di 346 m su una distanza di 15,59 km, ovvero 22 ‰. La pendenza è addirittura del 30 ‰ circa in alcuni punti, in particolare tra il tunnel Grande-Muraille e il tunnel della Brèche e tra il tunnel della Bronsonnière e il tunnel della Doucière.

## Il deragliamento

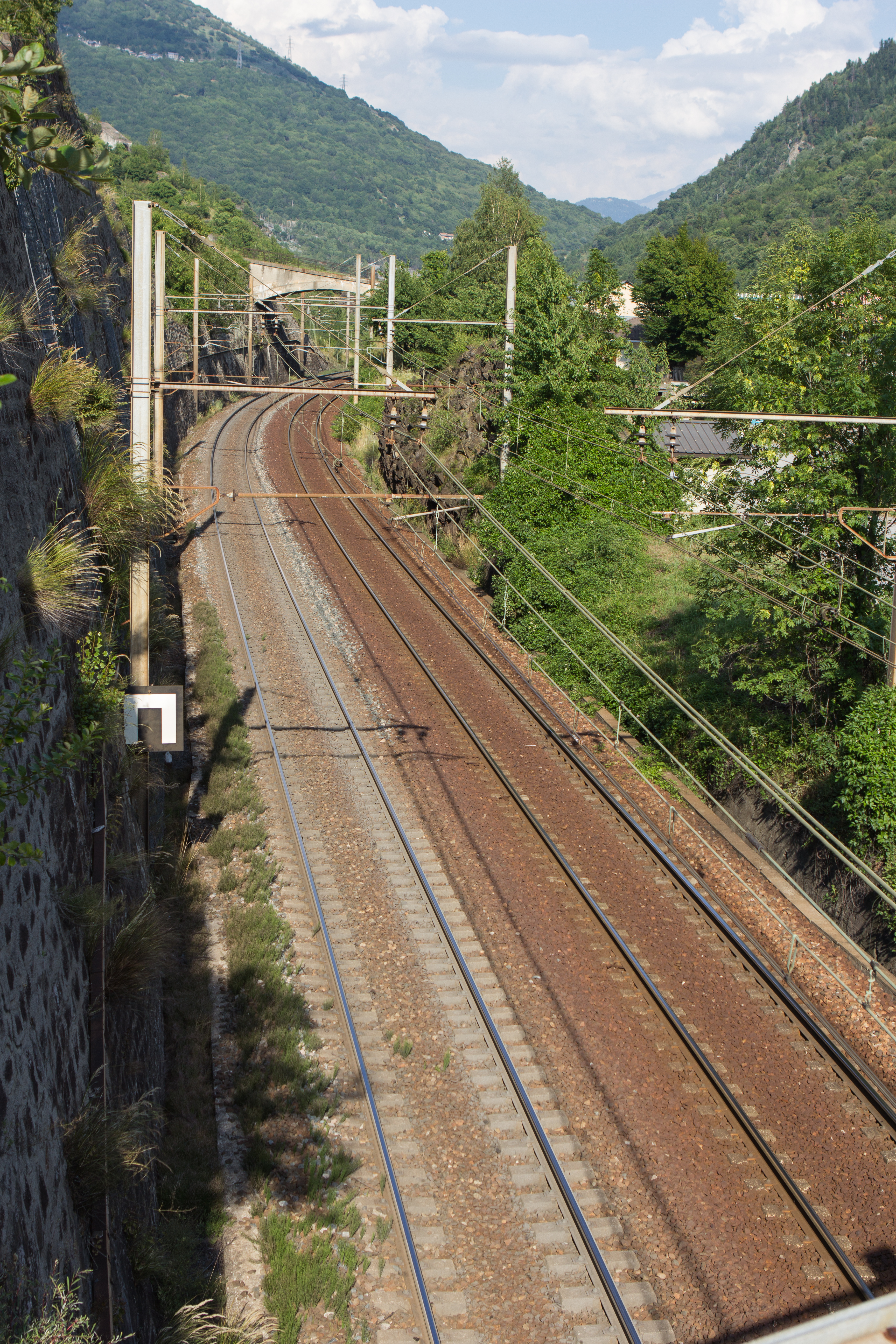
Il luogo dell'incidente nel luglio 2013. Il ponte pedonale sullo sfondo era già in atto nel 1917.

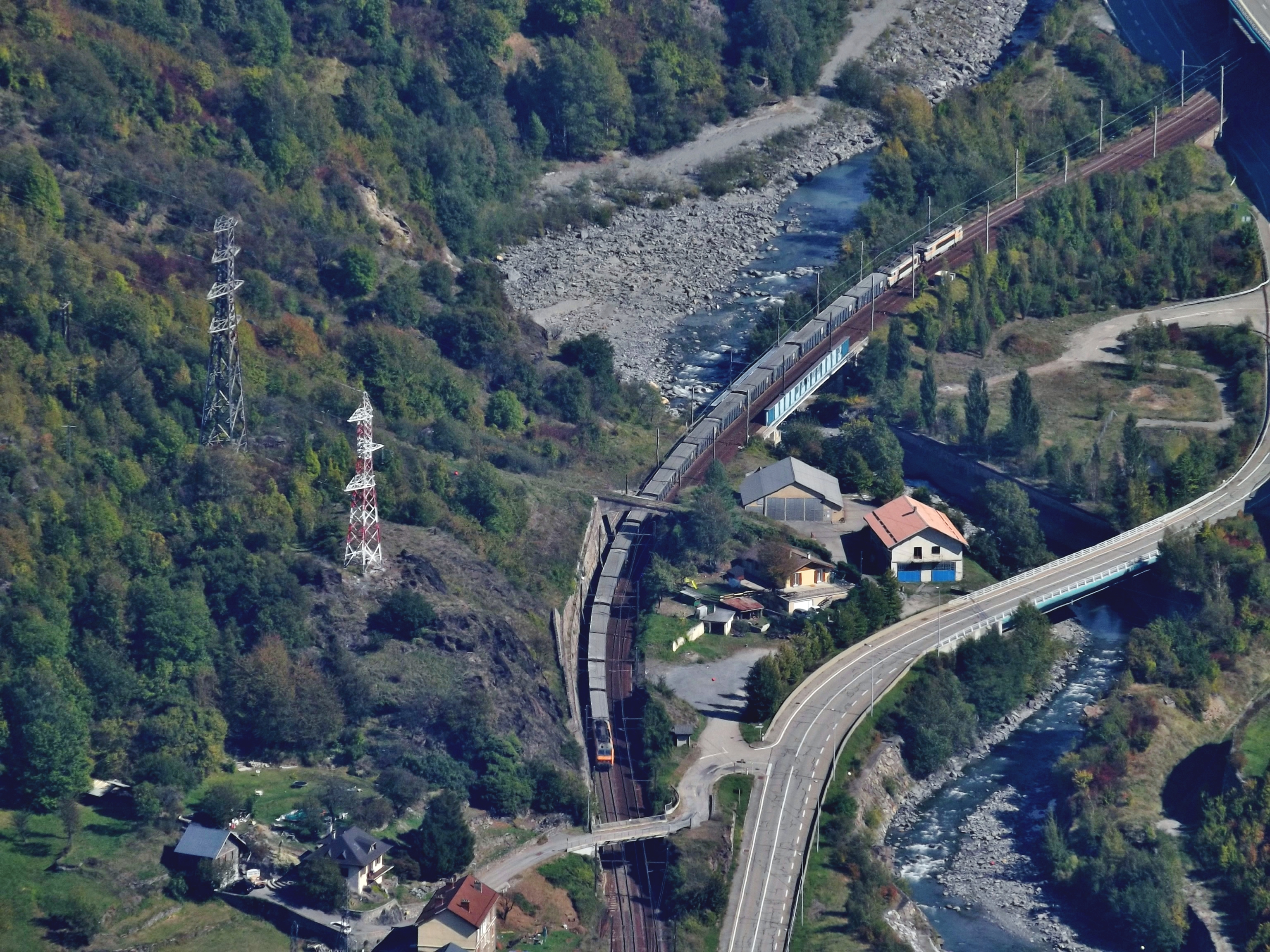
La curva dell'incidente nel 2015.

Il treno partì dalla stazione di Modane alle 22:47. L'inizio della discesa fu normale, ma da Freney, poco dopo Modane, la velocità del treno aumentò costantemente. Ben presto divenne incontrollabile, lanciato ad una velocità di 135 km/h, misurata dal registratore di velocità della locomotiva, poi 150 km/h tra Orelle e Saint-Michel-de-Maurienne.
Il macchinista suonò il fischio della locomotiva per avvertire i frenatori, ma le loro azioni risultarono insufficienti a una tale velocità e su una pendenza così ripida. Il treno deragliò poco prima di entrare nella stazione di Saint-Michel e i vagoni impigliati si schiantarono contro un muro di sostegno di una trincea nella frazione di La Saussaz, prendendo fuoco rapidamente.
La prima vettura deragliò al PK 222 della linea, a circa 100 metri ad est del ponte ferroviario sul fiume Arc. Questo deragliamento trascinò fuori dai binari tutto il convoglio, e la maggior parte dei vagoni si schiantò contro il muro di sostegno della trincea di Saint-Anne, situato alla destra del binario dopo il ponte ferroviario in direzione di marcia, e contro il molo nord di un ponte stradale che conduce alla frazione di Saint-Anne.. L'accoppiamento tra il tender e il primo vagone si ruppe all'altezza di questo ponte a circa 1.300 metri a monte della stazione di Saint-Michel-de-Maurienne. La locomotiva e il tender continuarono il loro viaggio verso Saint-Michel-de-Maurienne, mentre i veicoli in legno, incastrati l'uno nell'altro, presero fuoco. L'incendio andò avanti fino alla sera successiva. Quattordici vagoni furono completamente distrutti dall'impatto e dal fuoco. Solo il vagone piombato, la prima vettura, quella di coda e le ultime due sfuggirono all'incendio e rimasero coinvolti solo parzialmente nell'incidente.

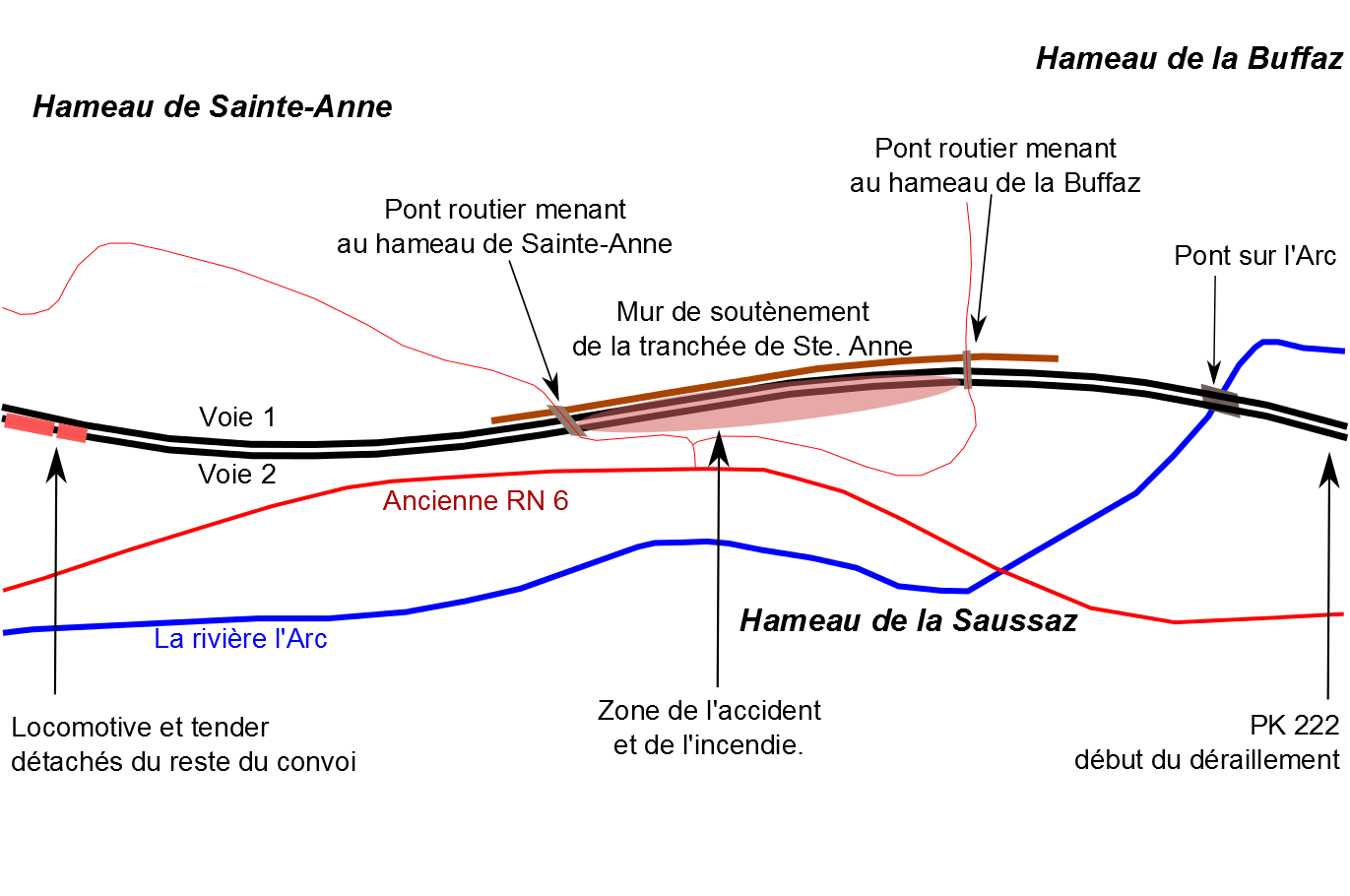
Schizzo del luogo dell'incidente.

Il macchinista Girard, occupato nel tentativo di azionare i freni difettosi, non notò immediatamente l'assenza dei vagoni dietro di sé. Liberata dall'accoppiamento, la locomotiva arrivò a tutta velocità alla stazione di Saint-Michel-de-Maurienne, dove deragliò. Girard abbandonò la locomotiva, saltando giù all'ingresso della stazione e, insieme ai soldati scozzesi in attesa della partenza per Modane (due divisioni britanniche erano state inviate anche al fronte italiano in ottobre), così come i dipendenti delle ferrovie di entrambe le stazioni, partirono subito per il luogo dell'incidente per cercare di fornire assistenza, mentre l'allarme risuonava nella valle. La loro impresa fu resa difficile dal ripido terreno dove si trovava il treno, dal grande incendio e anche dall'altezza dei rottami sovrapposti.
Allo scoccare della mezzanotte, i feriti furono trasferiti all'ospedale di Modane e a Saint-Michel-de-Maurienne, che si trasformò gradualmente in un grande obitorio improvvisato. Furono necessari cinque giorni per recuperare tutti i cadaveri e rendere nuovamente utilizzabile la linea.

## Bilancio

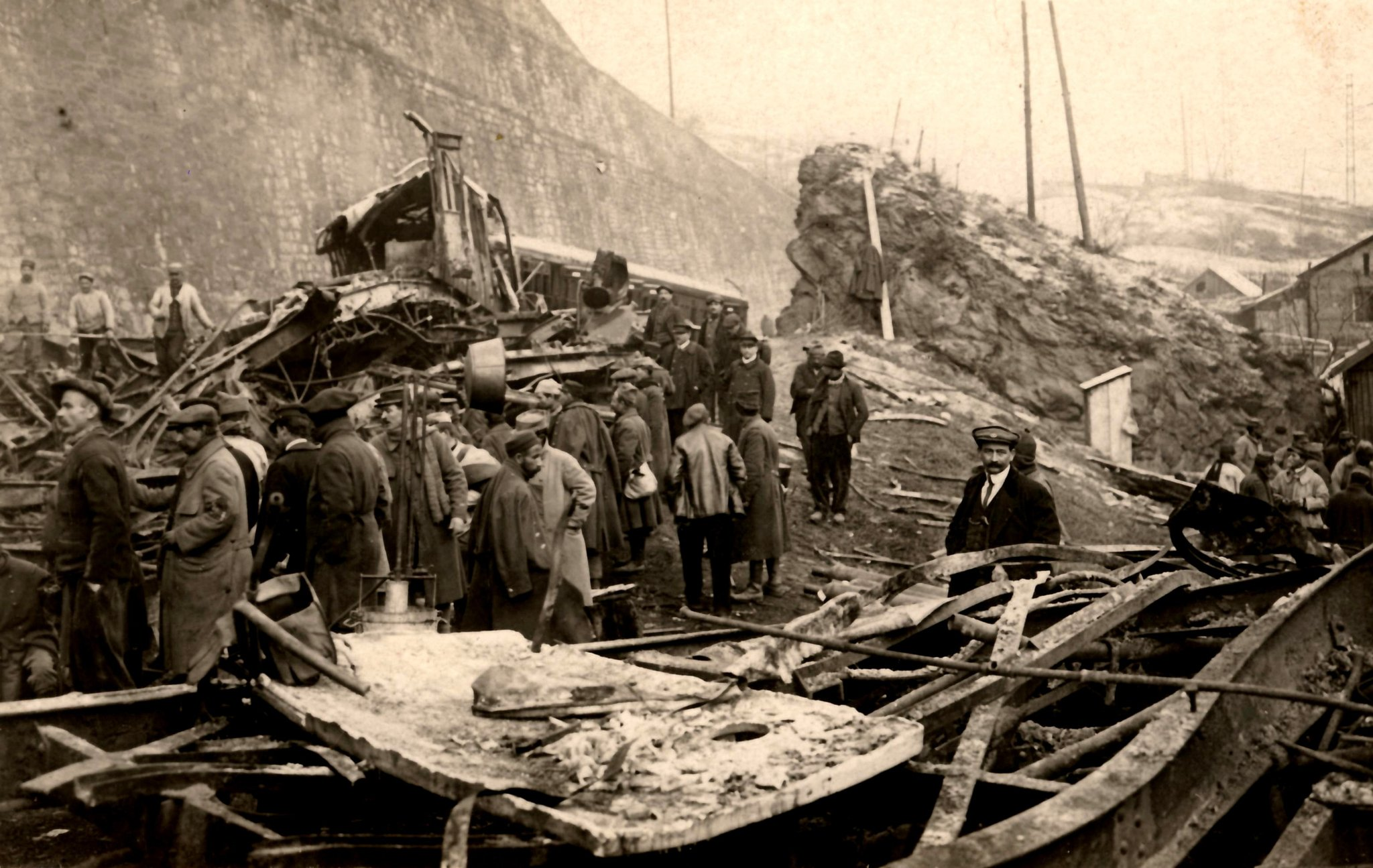
Le operazioni di sgombero dei rottami

Provenienza delle vittime

Oltre all'ospedale militare di Saint-Jean-de-Maurienne, anche il pastificio di Bozon-Verduraz, vicino al luogo dell'incidente, fu requisito e trasformato in una stazione di pronto soccorso e in una cappella ardente.
Il numero effettivo delle vittime non poté mai essere confermato definitivamente, poiché il treno proveniente dall'Italia aveva fatto molte fermate prima di Modane, durante le quali i soldati avevano avuto la possibilità di scendere o proseguire, impedendo così conoscere l'esatto numero di passeggeri a bordo al momento dell'incidente.
Ad ogni modo, dall'ammasso dei rottami furono recuperati e identificati ufficialmente più di 424 cadaveri; 135 altri corpi non poterono invece essere identificati; inoltre, furono trovati lungo la massicciata e il binario, tra La Praz e il ponte di ferro, altri 37 corpi di soldati che erano saltati dal treno divenuto incontrollabile oppure sbalzati fuori dai sobbalzi. Tutte le vittime furono sepolte in un'area comunale adiacente al cimitero. Solo 183 uomini sul treno risposero alla chiamata d'appello la mattina del 13 dicembre.
Durante le ricerche furono rinvenuti complessivamente 425 cadaveri (di cui 423 soldati e due ferrovieri). Il bilancio provvisorio fu allora fissato in:
- 350 sopravvissuti;
- 207 feriti;
- 148 morti identificati;
- 277 morti non identificati.

I corpi trovati furono inizialmente sepolti in fosse comuni sotto l'ossario. Nel 1961 furono trasferiti nella necropoli nazionale di Doua a Villeurbanne.
Va notato che il capostazione di La Praz, vedendo il passaggio del treno a velocità folle, riuscì ad avvertire la stazione di Saint-Jean-de-Maurienne di ritardare la partenza di un treno di soldati britannici per evitare un altro disastro.

## Inchiesta e censura

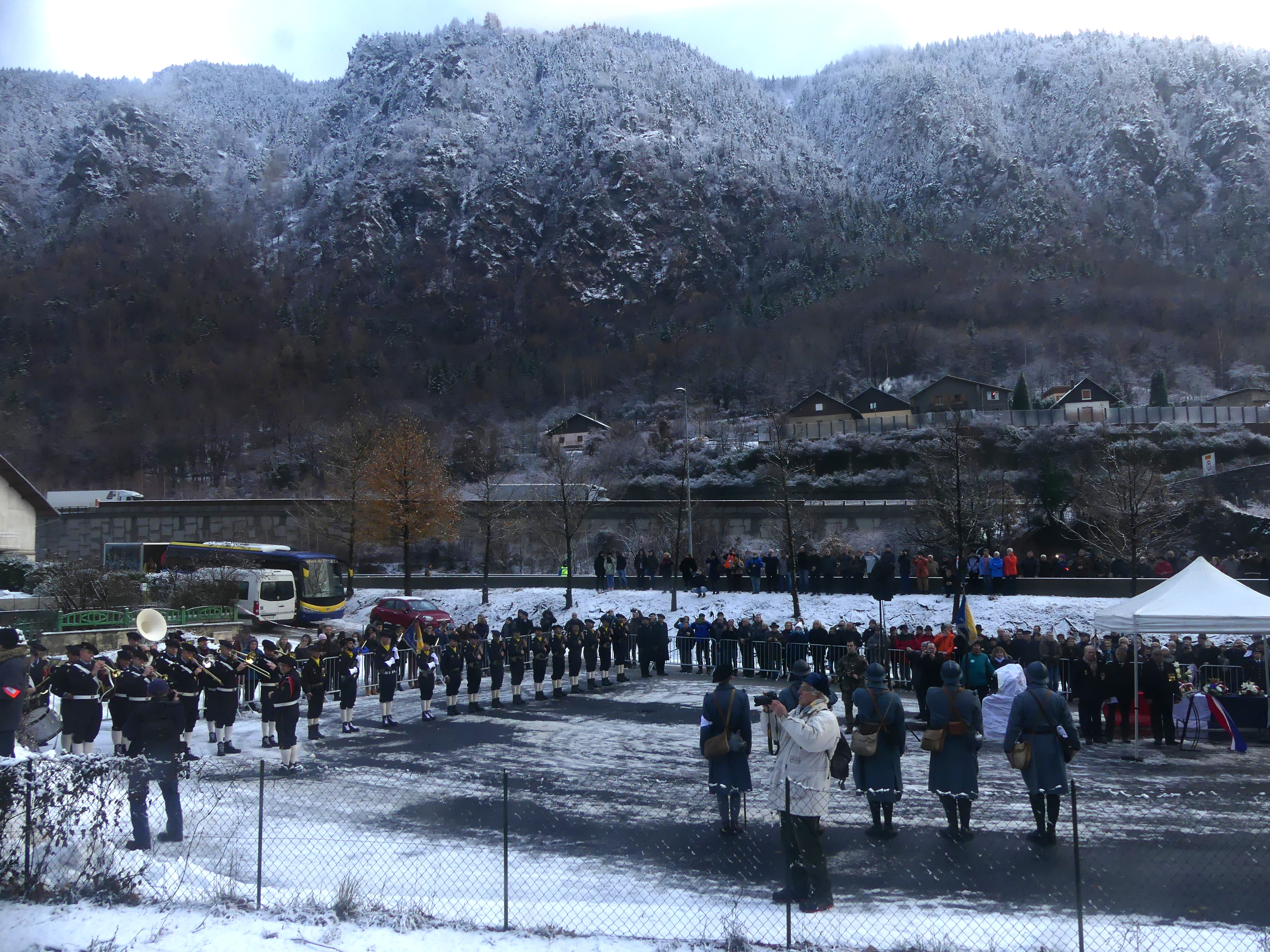
Commemorazione del 100º anniversario dell'incidente ferroviario

Questo incidente rimase classificato come segreto militare per molti anni dopo la fine della guerra. All'epoca, il governo impose il silenzio alla stampa francese, che riportò poco o nulla dell'incidente. Le Figaro gli dedicò solo 21 righe nella sua edizione del 17 dicembre, quattro giorni dopo il disastro, così come il giornale Vienne et la Guerre in cui si legge:
- 13 dicembre 1917: "In Savoia si verifica un grave incidente ferroviario. Un treno di titolari di permessi, di ritorno dall'Italia alla Francia, deragliò. Purtroppo, ci sono morti e un numero abbastanza elevato di feriti.»
- 17 dicembre 1917: "I funerali nazionali delle vittime dell'incidente ferroviario avvenuto in Savoia la notte tra il 12 e il 13 dicembre, si svolsero a Saint-Jean de Maurienne. Onori militari sono stati dati da distaccamenti di truppe francesi, inglesi e italiane. Il governo era rappresentato dai ministri dei lavori pubblici e della giustizia. Quest'ultimo ha tenuto un discorso così come il generale italiano Rostagno.»

Durante un consiglio di guerra venne istituito un tribunale straordinario per processare i sei ferrovieri della Compagnie des chemins de fer de Paris à Lyon et à la Méditerranée (PLM), incluso il macchinista del treno, ma alla fine furono tutti assolti dalle accuse.
Nel giugno 1923 il ministro della guerra André Maginot inaugurò un monumento in ricordo delle vittime presso il cimitero di Saint-Michel-de-Maurienne. Nel 1961, i resti delle vittime sono stati trasferiti nel cimitero militare nazionale di Lione - La Doua. Il 12 dicembre 1998, in occasione dell'81º anniversario dell'incidente, è stata inaugurata una stele a La Saussaz, finanziata dal comune, dal Souvenir francese e dall'Office national des anciens combattants et victimes de guerre.
In occasione del centenario della tragedia, i sette comuni situati lungo la ferrovia Culoz-Modane (Modane, Fourneaux, Le Freney, Orelle, Saint-André Saint-Michel-de-Maurienne e San Giovanni di Moriana) hanno organizzato una commemorazione comune.

## Nella cultura
L'incidente ferroviario di Saint-Michel-de-Maurienne è citato nel film Una lunga domenica di passioni girato dal regista Jean-Pierre Jeunet nel 2004; ma anche nel romanzo Festa di nozze di John Berger del 1995.